# Sforzato

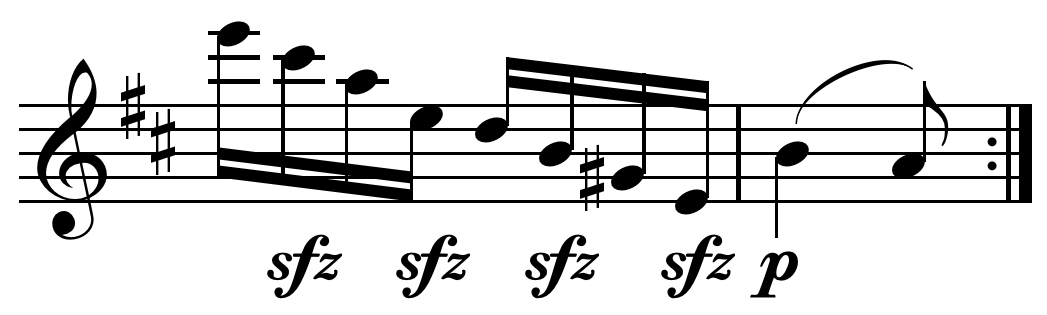
Dynamische aanduiding sforzato en piano in Strijkkwartet nr. 5 in A majeur (opus 18), III, variatie I, maat 7-8 (Ludwig van Beethoven).

Sforzato of forzato is een Italiaanse muziekterm voor dynamieknotatie die aangeeft dat vanaf een gegeven moment de dynamiek versterkt dient te worden. In tegenstelling tot sforzando geeft het een vast moment van versterkende dynamiek weer, eerder dan een geleidelijk proces.
Sforzato wordt aangegeven met sfz of fz in vette cursieve schreefletters onder de betreffende partij, en in partijen met twee notenbalken zoals voor piano, tussen de balken, tenzij beide balken verschillende dynamiek benodigen.
Sforzatissimo geeft een versterking van sforzato aan en wordt aangeduid als sffz.